# StimmenBruch
StimmenBruch ist das zweite Soloalbum des deutschen Rappers BattleBoi Basti. Es erschien am 26. Juni 2015 über BMG Rights Management und wird von Groove Attack vertrieben. Das Album wurde als Standard- und Amazon-Edition, inklusive MetalBoi-EP sowie Instrumentals, veröffentlicht.

## Inhalt
BattleBoi Basti entfernt sich auf diesem Album von seinem Kindercharakter und rappt nicht mehr aus der Sicht eines zwölfjährigen Schulkindes. In vielen Liedern nutzt er das Stilmittel der Ironie und rät dem Hörer zum Beispiel die Schule abzubrechen, um sich auf eine Rapkarriere zu konzentrieren. Auf der MetalBoi-EP rappt er mit tiefem Stimmeinsatz, der an Rocksänger angelehnt ist.

## Covergestaltung
Das Albumcover zeigt BattleBoi Bastis Gesicht als Collage mit zwei verschiedenen Gesichtsausdrücken. Der eine Teil trägt eine Brille und reißt den Mund auf und stellt die kindliche Seite dar, während der andere Teil keine Brille trägt und den Mund geschlossen hat und für den erwachsenen Rapper steht. Der Hintergrund ist in den Farben blau und pink gehalten. Links unten stehen die weiß-grünen Schriftzüge BattleBoiBasti und StimmenBruch.

## Gastbeiträge
Auf fünf Liedern des Albums sind neben BattleBoi Basti andere Künstler vertreten. So hat der Rapper Alligatoah einen Gastauftritt im Song Mars macht mobil, während Green Berlin Kinderzimmer eine Zusammenarbeit mit dem Rapper Marsimoto ist. Auf PPP wird BattleBoi Basti von der Rapgruppe 257ers unterstützt und der Sänger Boga ist auf dem Stück Schnurlos verschwunden zu hören. Außerdem ist die Rapgruppe Egoland bei Fairplay vertreten.

## Titelliste
| #  | Titel                     | Gastmusiker | Länge |
| -- | ------------------------- | ----------- | ----- |
| 1  | Tollpatsch                |             | 2:47  |
| 2  | Drückeberger              |             | 3:29  |
| 3  | Brich die Schule ab       |             | 3:14  |
| 4  | Mars macht mobil          | Alligatoah  | 4:13  |
| 5  | Mainstream                |             | 3:17  |
| 6  | Mein Manager              |             | 2:40  |
| 7  | Green Berlin Kinderzimmer | Marsimoto   | 3:10  |
| 8  | Mailbox 1                 |             | 0:39  |
| 9  | Volle Kanne               |             | 3:04  |
| 10 | Loser im Bett             |             | 3:25  |
| 11 | Messias                   |             | 3:21  |
| 12 | PPP                       | 257ers      | 2:47  |
| 13 | Schnurlos verschwunden    | Boga        | 3:38  |
| 14 | Mailbox 2                 |             | 0:22  |
| 15 | Oma hat Recht gehabt      |             | 4:24  |
| 16 | Fairplay                  | Egoland     | 3:16  |
| 17 | Idol                      |             | 2:46  |

MetalBoi-EP der Amazon-Edition:
| # | Titel                 | Gastmusiker | Länge |
| - | --------------------- | ----------- | ----- |
| 1 | Du bist gefeuert      |             | 3:00  |
| 2 | Krebs                 |             | 3:17  |
| 3 | Lass uns Freunde sein |             | 2:40  |
| 4 | Pogo                  |             | 3:27  |
| 5 | Schlachtplan          |             | 2:37  |

+ Instrumentals zu allen Liedern

## Chartplatzierungen und Videos
StimmenBruch stieg am 3. Juli 2015 auf Platz 22 in die deutschen Charts ein und verließ die Top 100 in der folgenden Woche. In Österreich und der Schweiz erreichte das Album die Charts nicht.
Vor Veröffentlichung des Tonträgers erschienen auf YouTube Videos zu den Liedern Brich die Schule ab, Drückeberger und Pogo. Außerdem wurde am 26. Juni 2015 ein Videosnippet zum Album veröffentlicht. Am 20. September 2015 erschien ein weiteres Musikvideo zu Schnurlos verschwunden.

## Rezeption
- Die Internetseite rap.de bewertete das Album insgesamt positiv und unterstützte das Ablegen des Kinderimages:

„Auf seinem zweiten Album ‚StimmenBruch‘ – der Titel deutet es ja bereits an – beginnt Basti nun, sich vorsichtig von seinem alten Image zu lösen. Konkret heißt das, die Quäkstimme, so prägnant-wiedererkennbar wie anstrengend, kommt seltener, auf den ersten paar Songs sogar gar nicht zum Einsatz. Meinen Ohren gefällt das. […] BBB macht sich […] über die Scheinwelt des Rapgeschäfts lustig. So bekommen geld- und famegeile Geier in ‚Mein Manager‘ oder ‚Brich die Schule ab‘ ihr Fett weg. Amüsant und unterhaltsam. Des Weiteren auf der Haben-Seite: Die dem Sujet angemessen schnell gerappte Kaffee-Hymne ‚Volle Kanne‘ und die verzweifelte Liebeserklärung an das verloren gegangene Handy ‚Schnurlos verschwunden‘. […] Dem entgegen steht die Ekelhymne ‚PPP‘ mit den 257ers, die drei Minuten Pipi-Kaka-Humor am Stück bietet – frei nach dem Motto ‚Popeln, pupsen, Pickel drücken‘ – muss nicht sein. Die beiden Mailbox-Skits sind auch superanstrengend und wenn überhaupt höchstens beim ersten Hören kurz komisch. […] Abgesehen von diesen Schwachstellen ist ‚StimmenBruch‘ aber eine durchaus respektable Weiterentwicklung.“

- Die Internetseite MZEE.com hob das weniger verwendete Kinderimage ebenfalls positiv hervor, war aber insgesamt eher verhalten gegenüber dem Album:

„Der Nachfolger ‚StimmenBruch‘ klingt […] vielversprechender. Diesmal rückt nämlich die normale Stimme des Künstlers in den Vordergrund. Zwar kommt auch der quäkende Rapstil wieder zum Einsatz, aber in einem vertretbaren Maße. […] Der immer wieder auftretende Gesang ist zwar nicht schlecht, aber wirkt stellenweise etwas erzwungen und wird nach der Hälfte doch sehr nervig. Und die Stimme, welche mich bei den frühen Ficksch-Releases so begeistert hat, wirkt hier noch zu weich, auch wenn die Rapskills selbst sehr vorzeigbar sind. […] Damit bleibt am Ende nur zu sagen: BattleBoi Basti-Fans werden langsam an die normale Stimme des Rappers herangeführt. Fans der ersten Ficksch-Releases und des ursprünglichen, rauen Rapstils sowie der härteren Inhalte sollten aber nach wie vor die Finger hiervon lassen.“